# Gymnosphaera papuana
Gymnosphaera papuana là một loài thực vật có mạch trong họ Cyatheaceae. Loài này được (Ridl.) Copel. mô tả khoa học đầu tiên năm 1947.